# Explosión de la West Fertilizer Company
El 17 de abril de 2013, en la ciudad de West, Texas ocurrió una explosión en la planta de almacenamiento y distribución de fertilizantes de la compañía West Fertilizer Company donde se almacenaba nitrato de amonio, a 29 kilómetros (18 millas) al norte de la ciudad de Waco, cuando el personal de servicios de emergencia estaban respondiendo a un incendio en la instalación. Quince personas fallecieron, más de 160 resultaron heridos, y más de 150 edificios resultaron con daños leves o destruidos. Los investigadores confirmaron que el nitrato de amonio era el material causante de la explosión. El 11 de mayo de 2016, la Oficina de Alcohol, Tabaco, Armas de Fuego y Explosivos, dijo que la causa del fuego fue intencional.

## Antecedentes

Mapa de West, Texas

La compañía West Fertilizer Company ha suministrado productos químicos a los agricultores desde que fue fundada en 1962; a partir de 2013 era propiedad de Adair Grain, Inc. y empleada a nueve trabajadores en la instalación.
En el momento del accidente, la última planta había sido inspeccionada por la Administración de Seguridad y Salud Ocupacional (OSHA) en 1985. De acuerdo con los registros obtenidos por la Associated Press, OSHA citó a la planta por el incorrecto almacenamiento de amoniaco anhidro y se le impuso una multa de 30 dólares; habría podido imponer una multa de hasta 1000 dólares. También citó a la planta para violaciones de las normas de protección respiratoria, pero no emitió una multa. funcionarios de la OSHA dijeron que la instalación no estaba en su "Plan Nacional de énfasis" para las inspecciones, porque no era un fabricante, no tenía antecedentes de accidentes graves, y la Agencia de Protección Ambiental (Estados Unidos) no lo consideró un riesgo importante.
Después de una queja en el año 2006 acerca de un olor a amoníaco procedente de la instalación, la Comisión de Calidad Ambiental de Texas investigó y citó al operador por no haber obtenido un permiso para sus dos tanques de almacenamiento que contienen amoniaco anhidro. Un permiso se emitió una vez que los operadores llevaron la instalación en  conformidad con las regulaciones de la agencia y recomendaciones. También en 2006, la Agencia de Protección Ambiental multó a los propietarios por 2300 dólares por problemas que incluyeron no contar con un plan de programa de gestión del riesgo. En junio de 2012, el Departamento de Transporte de los Estados Unidos y la Administración de Seguridad de Materiales Peligrosos multaron con la cantidad de 5250 dólares por los incumplimientos de las regulaciones en cuanto a su almacenamiento de amoniaco anhidro.
De acuerdo a una solicitud para abrir los registros hecho por Reuters, la planta tenía una larga historia de robos menores, presumiblemente por las personas que deseaban utilizar Amoníaco anhidro para fabricar metanfetaminas.  La instalación carecía de alarmas contra robos o incluso un perímetro vallado. Se instaló un sistema de vigilancia en 2009 después de que se les había recomendado cumplir la ley.
En un informe de planificación de emergencia presentada ante la Agencia de Protección Ambiental en 2011, funcionarios de la compañía indicaron que los tanques de almacenamiento de amoniaco no representaban un peligro considerable de incendiarse o explotar. Los tanques estaban todavía intactos tras el incendio y explosión.
De acuerdo con su última presentación ante la Agencia de Protección Ambiental a finales de 2012, la empresa declaró que se almacena 540 000 libras (270 toneladas cortas; 240 t) de nitrato de amonio y 110 000 libras (55 toneladas cortas; 50 t) de amoniaco anhidro en el sitio. Una semana después de la explosión, La Secretaria de Seguridad Nacional de los Estados Unidos Janet Napolitano dijo a los investigadores del Senado que la compañía no pareció haber revelado sus valores de nitrato de amonio a su departamento. La ley federal requiere que el Departamento de Seguridad Nacional de los Estados Unidos debía ser notificado siempre que cualquiera tuviera más de una tonelada de nitrato de amonio a mano, o 400 libras (180 kg), y si el nitrato de amonio está combinado con material inflamable.

## Fuego y explosión
La instalación se incendió el miércoles 17 de abril de 2013, luego ocurrió una explosión con la fuerza de 7,5-10 toneladas de TNT. mientras los bomberos intentaban apagar las llamas. Aún se desconocía la causa del fuego inicial; Las autoridades descartaron como causa natural, el amoníaco anhidro, y nitrato de amonio como posibles causas del incendio, tras haber hecho pruebas en un vagón de ferrocarril. El 11 de mayo de 2016, la ATF anunció que la causa de la explosión fue intencional. La explosión ocurrió aproximadamente a las 7:50:38 p. m. CDT (00:50 UTC, 18 de abril).

## Consecuencias

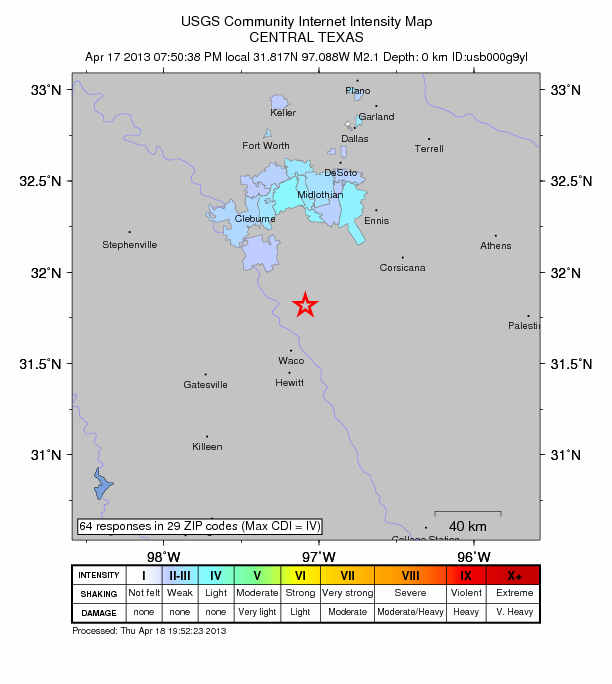
USGS Mapa de intensidad del nivel de suelo del acontecimiento.

Como resultado de la explosión masiva, la planta de West Fertilizer Company fue destruida, graves daños y una mayor destrucción fue causada a las áreas circundantes. Las cifras de personas muertas o lesionadas variaron inicialmente.

### Daño
Además de la planta destruida, los edificios dañados incluyen la Escuela pública West Middle, que se encuentra junto a la instalación. También un edificio de apartamentos de dos pisos fue destruido.
La explosión dañó también el hogar de ancianos cercano llamado West Rest Haven, y fueron evacuados muchos de sus residentes que también recibieron cortes de vidrios que volaron, pero el personal de emergencia en la escena dijeron que la mayoría de estas lesiones no eran potencialmente mortales. El 20 de abril, algunos residentes que intentaban regresar a sus casas destruidas fueron retirados del área, debido a fugas en los tanques de gas que estaban causando pequeños incendios.
De acuerdo con la aseguradora de la compañía United States Fire Insurance de Morristown, Nueva Jersey, la instalación fue asegurada solamente por un millón de dólares en seguro de responsabilidad. De acuerdo con estimaciones oficiales del estado y funcionarios de la compañía, esta cantidad no será ni siquiera para empezar a cubrir el costo de los daños. Por otra parte, de acuerdo con el periódico The Dallas Morning News, la legislación de Texas permite que las instalaciones de almacenamiento de fertilizantes puedan operar sin ningún tipo de seguro de responsabilidad en absoluto, incluso cuando almacenan materiales peligrosos.

### Víctimas y heridos
El alcalde de West, Tommy Muska dijo al Waco Tribune-Herald que a partir del final de la tarde del 17 de abril, seis o siete bomberos voluntarios de la ciudad estaban en paradero desconocido. George Smith, director del servicio médico de emergencia de la ciudad declaró que creía que al menos dos personas del personal de los servicios de emergencias murieron.
En una conferencia de prensa de la medianoche del 17 de abril, dijo el portavoz del Departamento de Seguridad Pública de Texas, D.L. Wilson "Tenemos muertes confirmadas", "Tenemos una gran cantidad de heridos... más de 100 heridos en este momento". Wilson no confirmó ni negó un informe anterior que el número de muertes podría estar entre 60 a 70 fallecidos. Dijo que la zona de la explosión era similar a la destrucción ocasionada al edificio Murrah de Oklahoma City, comparando sus efectos con el atentado de Oklahoma City, y que hubo entre 50 a 75 hogares y negocios dañados.
El sargento William Patrick Swanton del Departamento de Policía de Waco dijo que la operación ha entrado en un "modo de búsqueda y rescate", con el objetivo de encontrar supervivientes y recuperar los que pudieran estar atrapadas en los edificios. Dijo que al menos 160 personas resultaron heridas, y los bomberos que combatían el fuego inicial todavía eran de tenerse en cuenta. Swanton citó a autoridades ambientales y personal de emergencia local diciendo que no había riesgo para la comunidad por los gases de humo subiendo de la instalación.
Se registraron más de 100 personas con lesiones tras la explosión y fueron trasladados inicialmente a un campo de fútbol del West High School como albergue provisional. Más tarde se trasladó a un centro comunitario debido a su proximidad a la instalación todavía ardiente. El centro médico Hillcrest Baptist Centro médico en Waco recibió más de 40 heridos. Los pacientes eran también admitidos en los centros médicos de Waco's Providence Healthcare Network, Fort Worth's John Peter Smith Health Network, Hospital Memorial Dallas's Parkland, y Hospital Memorial Temple's Scott y White.
Se anunció el 19 de abril que doce cuerpos habían sido recuperados, sesenta personas estaban desaparecidas, y por lo menos 200 heridos. Entre los doce muertos incluyen diez socorristas, así como dos civiles que se habían ofrecido para luchar contra el fuego. El número de muertos confirmados final fue de quince víctimas mortales, mientras que aproximadamente 160 personas sufrieron lesiones no mortales.

## Reacciones

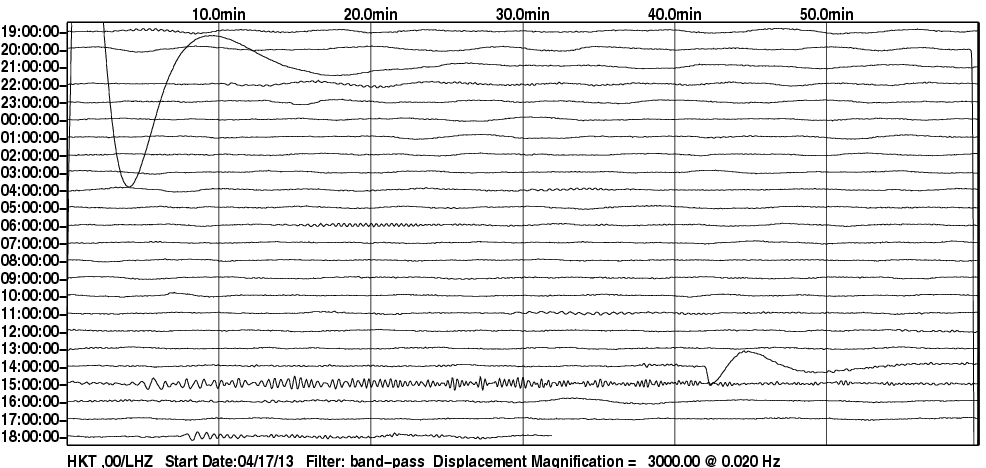
Lectura de sismógrafo de Hockley, Texas, a 228 kilómetros (142 millas) de West, claramente mostrando el temblor causado por la explosión

Las personas que viven en y alrededor de West informaron que la explosión se sintió como un terremoto. El Servicio Geológico de Estados Unidos registró la explosión como un temblor de 2,1 grados de magnitud. La explosión se escuchó en las inmediaciones de Hillsboro, Waxahachie, DeSoto, y tan lejos al norte como Arlington. Varias ventanas estallaron en Abbott, a 11 kilómetros de West.
El gobernador de Texas Rick Perry emitió una declaración en el anochecer del 17 de abril mencionando que "toda la comunidad de West ha pasado las 16 horas más difíciles" y solicitó a los familiares de los fallecidos y demás habitantes "dar más tiempo a las autoridades para determinar el número de heridos y fallecimientos" y el presidente de Estados Unidos Barack Obama lo hizo al día siguiente dando sus condolencias y apoyo federal, además de "declarar estado de emergencia" a la ciudad. Debido a los humos tóxicos y un gran número de familias desplazadas, El Distrito Escolar de West anunció en su cuenta de Twitter que las cinco escuelas del distrito podría permanecer cerrado hasta nuevo aviso; reabrieron el 22 de abril. Cerca de los distritos escolares del Distrito Escolar Independiente de Abbott (ISD) y Penélope ISD también cerraron sus escuelas por un día.
La policía de Waco indicó que el lugar de la explosión sería tratado como una escena del crimen por precaución. La ATF anunció en la mañana del 18 de abril del envío de un equipo de respuesta nacional, incluido investigadores de incendios, expertos en explosivos, químicos y unidades caninas para investigar el sitio. La Junta de Seguridad Química y de Investigación de Riesgos de Estados Unidos, una agencia federal independiente que investiga los accidentes con sustancias químicas industriales, también envió un equipo de investigación importante para comenzar la búsqueda del causante de la catástrofe.
Urban Search and Rescue Texas Task Force 1 and 2 (Equipo de tareas de búsqueda y rescate urbano de Texas 1 y 2) fueron desplegados en la mañana del 18 de abril para ayudar en la búsqueda y rescate. Un equipo gestión de incidentes del Servicio Forestal de Texas A&M también se desplegó, al igual que el Equipo de Emergencia Veterinaria del Colegio de Medicina Veterinaria y Ciencias Biomédicas de la Universidad de Texas A&M.
El gobernador Perry declaró al condado de McLennan una zona de desastre, y el 22 de abril, el presidente Obama emitió una declaración de emergencia, lo que proporcionó la ayuda estatal con fondos federales de 75%. El 18 de abril, la Guardia Nacional de Texas envió a los miembros del Equipo de Apoyo Civil 6.ª a la zona para probar la calidad del aire y evaluar los riesgos químicos y biológicos.
El 13 de junio de 2013, la Agencia Federal para el Manejo de Emergencias declinó la ayuda adicional para la ciudad, basada en gran parte de la capacidad del Estado de Texas para proveer los fondos necesarios para reconstruir. Sin embargo, el 2 de agosto de 2013, revocó su decisión original y aprobó una declaración de desastre mayor para West.

## Investigación
El jefe de bomberos informó que entrevistaron en la averiguación previa a casi 300 personas y a otros 160 potenciales. en mayo de 2013 En mayo de 2013, el Departamento de Seguridad Pública de Texas ordenó a los Rangers de Texas y el Departamento del Sheriff del condado de McLennan para unirse con la Oficina del Jefe de Bomberos de Texas y la ATF, en la investigación criminal sobre la explosión.
En última instancia, los investigadores culparon a los fertilizantes de nitrato de amonio almacenados en un contenedor dentro de un edificio de semillas y fertilizantes en la propiedad donde ocurrió la explosión. pero no se logró identificar la causa inicial del fuego que ocasionó la explosión.
El 22 de abril de 2014, La Junta de Seguridad Química y de Investigación de Riesgos de Estados Unidos publicó los resultados preliminares de su investigación sobre la explosión. Se encontró que los funcionarios de la compañía no pudieron almacenar de forma segura los productos químicos en su arsenal, y que las regulaciones federales, estatales y locales sobre el manejo de materiales peligrosos eran inadecuadas.
En un comunicado dado a conocer junto con el informe, el Dr. Rafael Moure-Eraso, declaró: "El fuego y la explosión en West fue evitable, nunca debió haber ocurrido. Fue el resultado de la falta de precauciones que tomó la empresa, para evitar el incendio y la explosión. y de la incapacidad de las agencias federales, estatales y locales para identificar un grave un peligro y corregirlo".
La investigación de un año de la junta encontró que 1.351 instalaciones que usan nitrato de amonio en todo el país, no tenían reglamentos para mantener dichas instalaciones alejadas de las zonas pobladas. Moure-Eraso exhortó a las regulaciones nuevas y revisadas, afirmando que "no hay sustituto para un sistema regulatorio eficiente que asegure que todas las empresas están operando con los mismos altos estándares. No podemos depender en el cumplimiento voluntario.
La ATF anunció el 11 de mayo de 2016, que el fuego que condujo a la explosión fue intencional. Sin embargo, se negaron a comentar sobre cualquier posibles sospechosos.

## Cambios en la reglamentación
Un año más tarde, en 2014, el Wall Street Journal informó que las regulaciones de almacenamiento de fertilizantes en los Estados Unidos. se mantuvieron sin cambios. En abril de 2015, tres proyectos de ley que regulan el almacenamiento y la inspección de nitrato de amonio y un cuarto proyecto de ley para crear un sistema de aviso en todo el estado, para alertar al público acerca de cualquier fuga química peligrosa en una instalación que fabrique, se introdujeron en la Legislatura de Texas.

## Demandas
Al menos siete demandas fueron presentadas contra Adair Grain Inc., propietaria de las instalaciones de West Fertilizer Company. El 11 de octubre de 2015, un día antes de la selección del jurado fue programada para comenzar, se llegó a un acuerdo parcial en un caso. Sus términos no fueron revelados. El acuerdo incluye las familias de los tres civiles muertos en el incendio y explosión. Se espera que un juicio por un segundo grupo de demandantes comenzar a principios de 2016.